# وودریج (ایلینوی)
وودریج (به انگلیسی: Woodridge) یک روستا در ایالات متحده آمریکا است که در ایلینوی واقع شده‌است. وودریج ۲۵٫۳۶ کیلومتر مربع مساحت و ۳۲٬۹۷۱ نفر جمعیت دارد.